# Nils Brembach
Nils Brembach (* 23. Februar 1993 in Berlin) ist ein ehemaliger deutscher Leichtathlet in der Disziplin Gehen.

## Sportliche Karriere
Bei den Deutschen Hallenmeisterschaften 2013 wurde er Deutscher Hallenmeister im 5000-Meter-Gehen, bei den Deutschen Meisterschaften 2014 Deutscher Meister im 50-km-Gehen sowie 2015 Deutscher Meister im 20-km-Gehen.
Bei den Weltmeisterschaften 2015 kam er im 20-km-Gehen auf den 34. Platz, bei den Weltmeisterschaften 2017 auf den 15. Platz.
Bei den Olympischen Spielen 2016 in Rio de Janeiro erreichte er den 38. Platz im 20-km-Gehen. Über die gleiche Distanz startete er auch bei den Olympischen Spielen 2021 in Sapporo und erreichte dort den 28. Platz. 
Bei den Deutschen Meisterschaften 2023 in Erfurt belegte Brembach im 20-km-Straßengehen in einer Zeit von 1:22:15 h den zweiten Platz hinter Christopher Linke (ebenfalls SC Potsdam) und vor Leo Köpp (LG Nord Berlin). Damit verpasste Brembach nach seinen Deutschen Meistertiteln 2021 und 2022 das Titel-Triple hinter seinem Vereinskollegen und Trainingspartner.
Nils Brembach startete für den SC Potsdam.

## Erfolge

### National
- Deutscher Meister 2014 (50 km Gehen)
- Deutscher U23-Meister 2014 (30 km Gehen) und 2015 (10.000 m Bahngehen und 20 km Gehen)
- Deutscher Meister 2015, 2021 und 2022 (20 km Gehen), Zweiter 2017
- Zweiter Hallen-DM 2016 (5000 m)
- Deutscher Hallenmeister 2018 (5000 m)

### International
- Achter U23-EM 2013, Sechster U23-EM 2015
- Teilnehmer WM 2015 und 2017
- Olympiateilnehmer 2016 und 2021
- Zweiter Europacup 2017

## Persönliche Bestzeiten
- 5000 m Gehen (Halle): 18:46,77 min, 14. Februar 2016 in  Erfurt
- 10.000 m Gehen: 39:10,61 min, 13. Juni 2015 in  Düsseldorf
- 20 km Gehen: 1:20:32 h, 2. April 2022 in  Poděbrady
- 50 km Gehen: 3:54:47 h, 11. Oktober 2014 in  Gleina